# Małgiew piaskołaz
Małgiew piaskołaz (Mya arenaria) – gatunek jadalnego małża z rodziny małgwiowatych (Myidae). Od łacińskiej nazwy tego mięczaka pochodzi nazwa etapu rozwoju Bałtyku obejmującego współczesny kształt tego morza (Morze Mya). W Europie wymarł w plejstocenie. W XVI lub XVII wieku pojawił się ponownie zawleczony z Ameryki Północnej.
Gatunek kosmopolityczny i dość pospolity. Żyje w piaszczystych i mulistych zatokach atlantyckich wybrzeży Europy i Ameryki, od strefy pływów do głębokości kilkudziesięciu metrów.
Są to duże małże o grubościennych, mimo to dość kruchych muszlach. Należą do największych w Bałtyku, osiągają 60–80 mm długości (w morzach pełnosłonych do 15 cm).   Muszla eliptyczna, początkowo ciemno ubarwiona, bardzo szybko traci wierzchnią warstwę konchiolinową i dlatego znalezione na brzegu okazy są zwykle białe. Połówki skorup prawie symetryczne, choć prawa połówka bywa bardziej uwypuklona. Obie niedomknięte. W tylnym końcu brzegi nie przylegają do siebie – w tym miejscu małż wystawia na zewnątrz, sporych rozmiarów syfon, sam będąc zagrzebany, nawet 50 cm pod powierzchnią dna. Lewa połówka muszli, od wewnątrz na brzegu i w pobliżu szczytu, ma charakterystyczny łukowaty występ. Duży chondrofor, sterczący ze środkowej części zamka tej połówki, wchodzi głęboko w prawą.

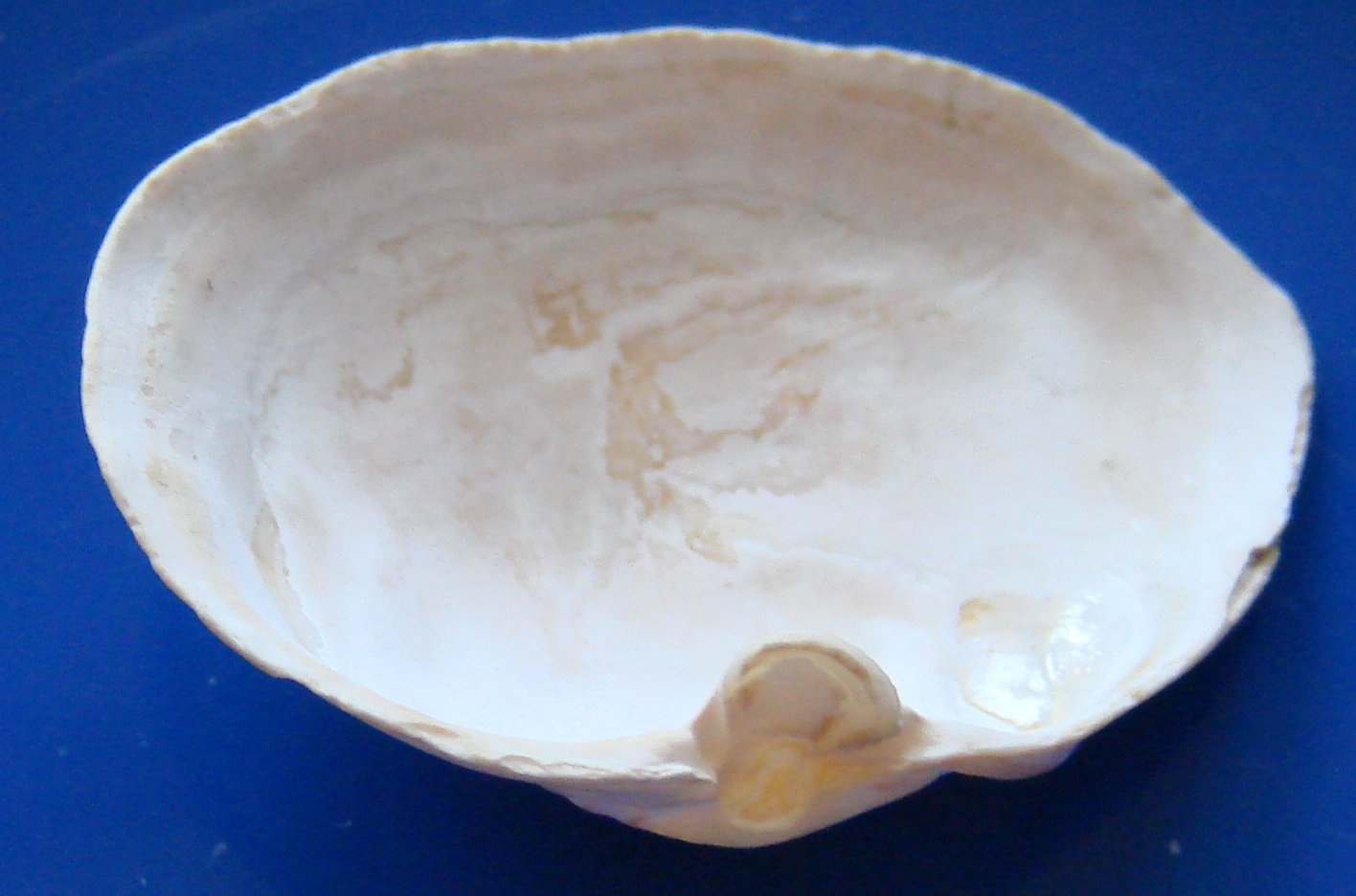
U dołu widać łukowaty występ
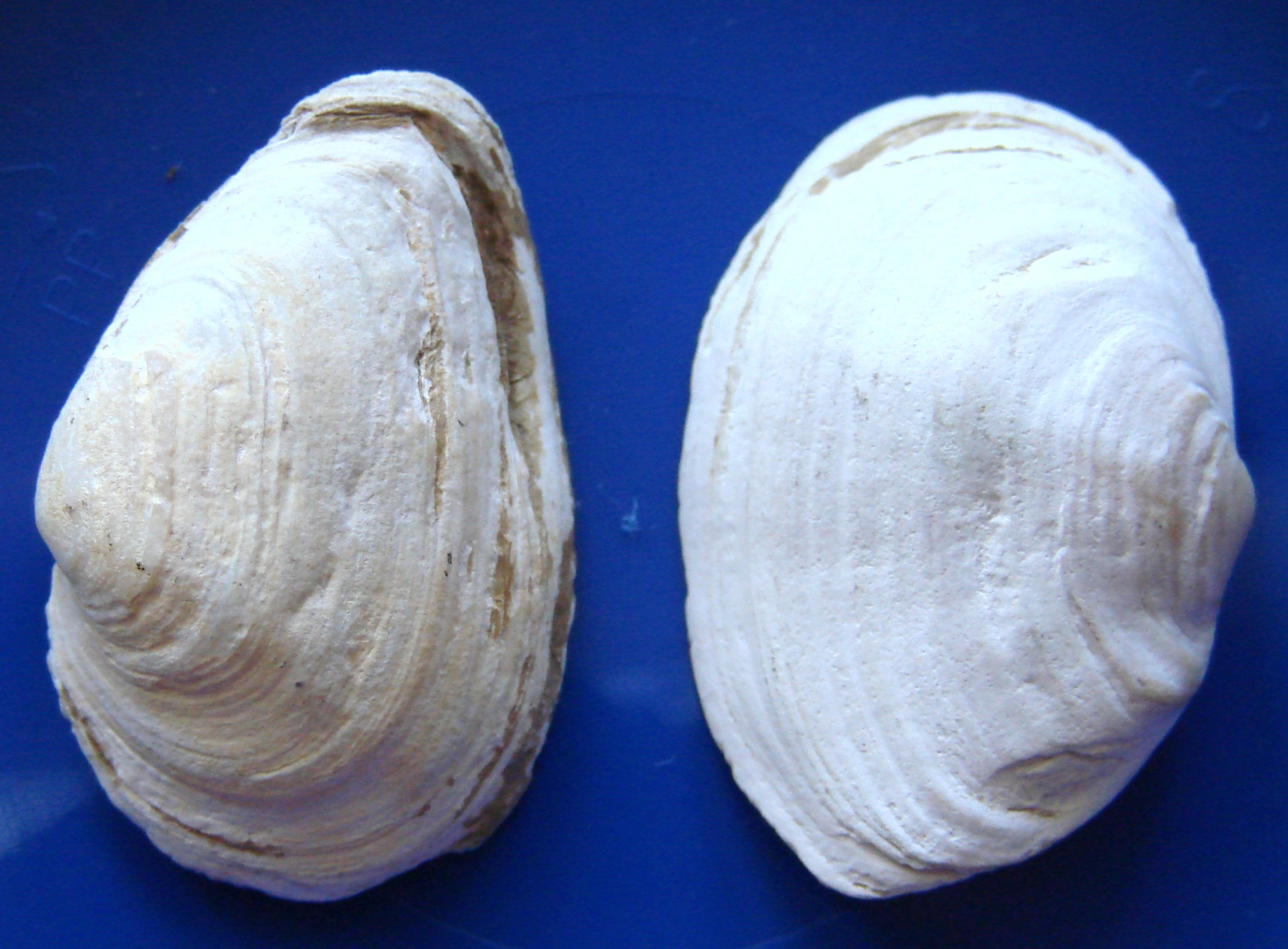
Widok z góry
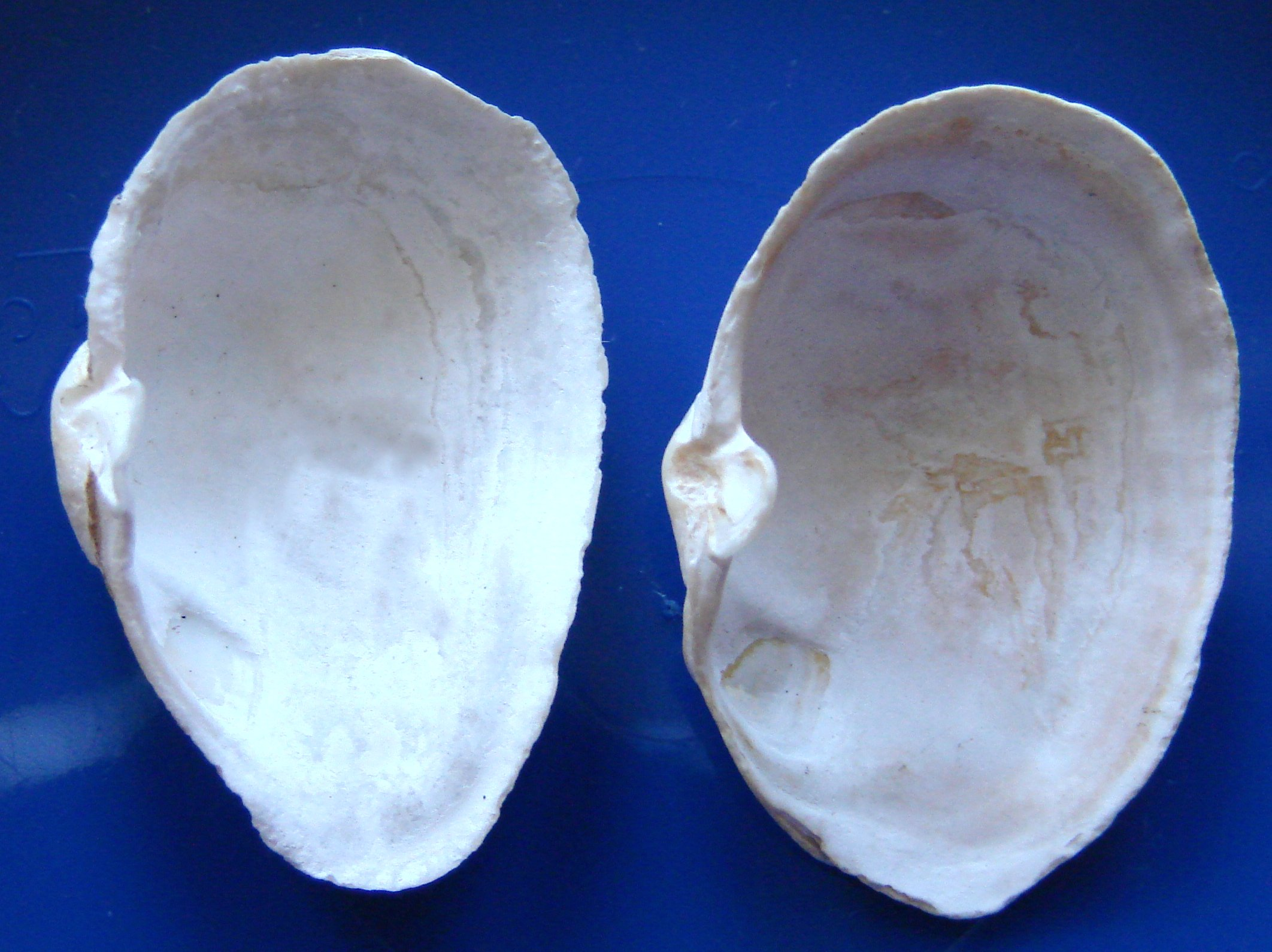
Wnętrze muszli (obie lewe połówki)
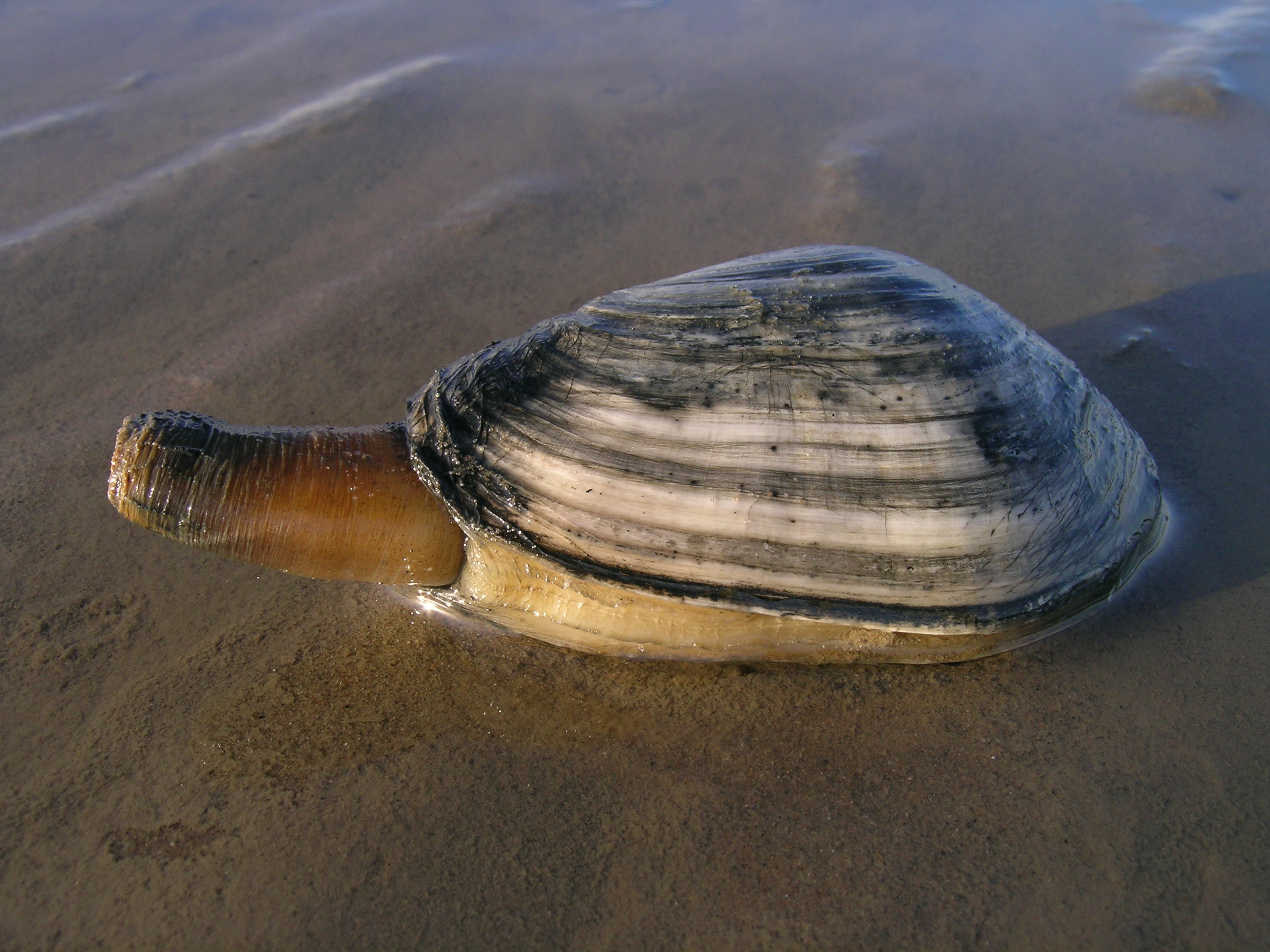